# Jukagirská kuchyně
Jukagirové, stejně jako ostatní severské národy Sibiře tradičně konzumovali hlavně zvěřinu a ryby. Kromě nich také sbírali různé lesní plody, jedlé trávy a kořínky a dokonce i houby (na rozdíl od Jakutů). 
Zvěřina, například zajíc bělák, los nebo sob, se pouze vařila. Ryby (losos, jeseter, síh) se jedly syrové, zmražené, pečené, vařené či sušené. V létě se ryby dávaly do jam které byly vystlány trávou a listy kde ryba zkvasila. Zvláště ceněný byl jeseteří kaviár a jeseteří maso. Kaviár se smažil s rybími vnitřnosti nebo se z kaviáru a rozmělněné ryby pekly jakési koláče.
V létě ženy sbíraly bobule a různé kořínky a natě rostlin které sušily. Kromě toho také používaly houby jako koření do polévky. Důležité byly kořeny rostliny pulchy. Tyto kořeny chránily lidi před vyhladověním. Kořeny pulchy se ve dřevěných korytech drtily na mouku ze které se pekly rybí koláče.

## Tradiční pokrmy a nápoje
- Jukola - usušené plátky ryb.
- Kulibaha - směs rozdrcených ryb a lesních plodů (jahod, borůvek).
- Anil kerile - rozdrcená jukola smíchaná s jelení (nebo sobí) krví. [1]
- Tradiční koláč - ryby se nakrájí na malé kousky, osolí a přidá se mouka. Z tohoto těsta se vytvarují placky které se upečou.
- Nápoj z kaviáru - čerstvý kaviár se rozdrtí a osolí a ochladí.